# Fairfield (Ohio)
Fairfield és una població dels Estats Units a l'estat d'Ohio. Segons el cens del tenia 42.097 habitants.

## Demografia
Segons el cens del 2000, Fairfield tenia 42.097 habitants, 16.960 habitatges, i 11.363 famílies. La densitat de població era de 774,4 habitants/km².
Dels 16.960 habitatges en un 0% hi vivien nens de menys de 18 anys, en un 53,7% hi vivien parelles casades, en un 9,7% dones solteres, i en un 33% no eren unitats familiars. En el 26,6% dels habitatges hi vivien persones soles el 6,5% de les quals corresponia a persones de 65 anys o més que vivien soles. El nombre mitjà de persones vivint en cada habitatge era de 2,44 i el nombre mitjà de persones que vivien en cada família era de 2,99.
Per edats la població es repartia de la següent manera: un 24,4% tenia menys de 18 anys, un 9,5% entre 18 i 24, un 32,3% entre 25 i 44, un 23,2% de 45 a 60 i un 10,7% 65 anys o més.
L'edat mediana era de 35 anys. Per cada 100 dones de 18 o més anys hi havia 93,2 homes.
La renda mediana per habitatge era de 50.316 $ i la renda mediana per família de 61.323 $. Els homes tenien una renda mediana de 42.234 $ mentre que les dones 29.842 $. La renda per capita de la població era de 24.556 $. Aproximadament el 2,5% de les famílies i el 4,2% de la població estaven per davall del llindar de pobresa.

## Poblacions més properes
El següent diagrama mostra les poblacions més properes.